# Emmanuel Adebayor
Sheyi Emmanuel Adebayor (født 26. februar 1984 i Lomé) er en togolesisk fodboldspiller, der spiller som angriber, hos İstanbul Başakşehir i Tyrkiet.
Adebayor har tidligere spillet hos blandt andet AS Monaco, Arsenal og Manchester City.

## Klubkarriere

### FC Metz
Adebayors seniorkarriere startede i den franske klub FC Metz, hvor han spillede fra 1999 til 2003, de første to år dog som en del af klubbens B-trup. I hans tid på førsteholdet nåede han at spille 44 ligakampe og score 15 mål. Herefter blev han solgt videre til Ligue 1-klubben AS Monaco.

### AS Monaco
I AS Monaco, som Adebayor skiftede til i 2003 var han i sine tre sæsoner i klubben en bærende kraft i klubbens angreb. Han nåede at spille 100 kampe for klubben, og var blandt andet med til at føre den frem til finalen i Champions League i 2004. En kamp der dog blev tabt til portugisiske FC Porto.

### Arsenal F.C.
Den 13. januar 2006 skrev Adebayor kontrakt med den engelske Premier League-klub Arsenal F.C., og han fik debut for holdet den 4. februar samme år i en ligakamp mod Birmingham City. Da sæsonen var slut havde togoleseren scoret fire mål i ti kampe for klubben.
I den følgende sæson spillede Adebayor igen adskillige kampe for London-klubben, og blev blandt andet matchvinder i en udekamp mod rivalerne Manchester United. Han var desuden med til at spille holdet frem til finalen i Carling Cuppen. Finalen blev dog et antiklimaks for Adebayor, der blev udvist i Arsenals nederlag til Chelsea F.C.
I sommeren 2007 solgte Arsenal F.C. angriberen Thierry Henry til FC Barcelona, hvilket gjorde Adebayors rolle i klubbens angreb endnu større. Han var i 2007-08 og 2008-09 sæsonerne fast mand på holdet. Pr. februar 2009 står han noteret for 130 optrædener og 58 scoringer for "The Gunners"

### Manchester City
Den 18. juli 2009 blev det officielt at Adebayor skiftede til Manchester City.
Adebayor blev i en kamp for Manchester City mod Arsenal FC, nedgjort og hånet af sine tidligere fans fra Arsenal. Dette fik Adebayor til at løbe fra den ene ende til den anden, da han scorede et mål, kun med det formål at give de medrejste Arsenal fans lidt igen. Dette kostede Adebayor 2 spilledages karantæne og en bøde på 200.000 kr.

### Real Madrid
Adebayor indgik den 25. januar 2011 en lejeaftale med Real Madrid indtil slutningen af sæsonen 2010/2011. Real Madrid har option på at gøre aftalen permanent. Adebayor blev tildelt trøjenummer 6, i Real Madrid. Han har efter sin ankomst til Real Madrid også spillet i nummer 28. Hans officielle nummer er dog 6. 

### Tottenham Hotspur F.C.
Den 25. august 2011 blev det officielt, at Adebayor blev lejet ud fra Manchester City (efter en kort lejeaftale med Real Madrid sæson 2010/2011) til den engelske klub Tottenham i sæson 2011/2012. Ved slutningen heraf blev han solgt til samme klub, hvor han spillede, indtil kontrakten blev ophævet efter gensidig aftale 13. september 2015.

## Landshold
Adebayor har op gennem 2000'erne været en fast del af Togos landshold, som han debuterede for i år 2000. Han var en del af truppen til både African Cup of Nations i 2006 og VM i Tyskland samme år.
Den 8. januar 2010, var Emmanuel Adebayor med i den bus, som blev angrebet af angolanske oprørere. Da landsholdet var ved at krydse grænsen mellem Congo og Angola, blev bussen beskudt af maskingeværer. Adebayor kom ikke til skade, men 3 personer i bussen blev dræbt. Togo trak sig efterfølgende fra African Nations Cup.